# Павел Елмазов
Павел Михайлов Елмазов е български оперен певец, бас, с подчертано комедийно амплоа. Заслужил артист от 1949 година.

## Биография
Павел Елмазов е роден в София, в семейството на зъболекаря Михаил Елмазов и писателката Евгения Бончева, известна под псевдонима Евгения Марс. Завършва специалност контрабас в Държавното музикално училище. През 1919 година прави кратки стажове като солист в театър „Ренесанс“ и като хорист в Народната опера. От края на 1919 до 1924 година специализира оперно пеене във Виена при Макс Клайн, Емерих Вайл и Дора Манберг. Успоредно с това получава роли в спектакли на различни виенски театрални постановки и концерти.
През 1924 година Елмазов се завръща в България и прави дебюта си с ролята на Мефистофел в операта „Фауст“. Постъпва на щат в трупата на Софийската опера. Сред най-добрите му роли са тези на Варлаам в операта „Борис Годунов“ (1929), на Скула в „Княз Игор“ (1932), на Доктор Бартоло в „Севилският бръснар“ и на Граф Робинзон от „Тайният брак“ (1957). 
През 1949 година е удостоен със званието „Заслужил артист“. През 1951 година е награден с Димитровска награда, през 1958 година получава орден „Кирил и Методий“ I степен, а през 1959 година – орден „Червено знаме на труда“.
Елмазов умира на 5 април 1975 г. в София.

## Репертоар
- 1924: Мефистофел във „Фауст“ на Шарл Гуно
- 1926: Рамфис в „Аида“ на Джузепе Верди
- 1926: Самуел в „Бал с маски“ на Верди
- 1927: Алберт в „Еврейката“ на Жак Халеви
- 1927: Нурабад в „Ловци на бисери“ от Жорж Бизе
- 1928: Дядо Недялко в „Гергана“ на маестро Георги Атанасов
- 1928: Спарафучиле в „Риголето“ на Верди
- 1928: Томазо във „В долината“ на Ойген Д'Албер
- 1929: Бермята в „Снежанка“ на Николай Римски-Корсаков
- 1929: Варлаам в „Борис Годунов“ на Модест Мусоргски
- 1929: Доктор Каюс във „Веселите уиндзорки“ на Ото Николай
- 1929: Траян в „Цвета“ на Г. Атанасов
- 1930: Върховният жрец в „Алцек“ на Г. Атанасов
- 1930: Доктор Бартоло в „Севилският бръснар“ на Джоакино Росини
- 1930: Мазето в „Дон Жуан“ на Волфганг Амадеус Моцарт
- 1931: Дяволът в „Шванда гайдарят“ на Яромир Вайнбергер
- 1931: Муса Кеседжия в „Крали Марко“ на Иван Кавалджиев
- 1931: Райнмар в „Танхойзер“ на Рихард Вагнер
- 1932: Стария евреин в Самсон и Далила от Камий Сен-Санс[2]
- 1932: Цар Асен в „Иванко“ на (Натан бек Амирхан – Князев)
- 1933: Ван Бет в „Цар и дърводелец“ на Алберт Лорцинг
- 1933: Княз Ховански в „Хованщина“ на Мусоргски
- 1933: Цар Салтан и Скомороха в „Цар Салтан“ на Римски-Корсаков
- 1935: Божил в „Женско царство“ на Веселин Стоянов
- 1935: Хайнрих в „Лоенгрин“ на Вагнер
- 1939: Просякът в „Сказание за невидимия град Китеж и девицата Фаврония“ на Римски-Корсаков
- 1939: Жрецът в „Иродиада“ на Жул Масне
- 1940: Марко в „Еро от оня свят“ на Яков Готовац
- 1942: Цунига в „Кармен“ на Бизе
- 1947: Граф Робинзон в „Тайният брак“ на Доменико Чимароза
- 1953: Г-н Райх във „Веселите уиндзорки“ на Ото Николай
- 1958: Балага във „Война и мир“ на Сергей Прокофиев
- 1959: Канчан в „Четиримата грубияни“ на Ермано Волф-Ферари
- ?: Грумио в „Укротяване на опърничавата“ на Висарион Шебалин[1]